# Rinus Paul
Marinus Cornelis "Rinus" Paul (Den Haag, 17 augustus 1941) is een Nederlands voormalig professioneel wielrenner. Hij reed op zowel de weg als de baan. Hij reed één seizoen voor Vredestein.
Hij won in zijn carrière de Ronde van Zuid-Holland en die van Noord-Holland en een etappe in de Olympia's Tour.
Rinus Paul behaalde als amateur in 1961 het officieus Nederlands kampioenschap koppelkoers met Gerard Koel en in 1962 het Nederlands kampioenschap 50 km.
In 1964 werd hij tweede op het Nederlands kampioenschap sprint op de baan voor elite. In 1968 werd hij op hetzelfde onderdeel derde. In 1969 werd hij derde op het Nederlands kampioenschap halve fond.
Rinus Paul deed namens Nederland mee aan de Olympische Spelen van 1960 in Rome op de tandemsprint, samen met Mees Gerritsen. Ze reikten tot de halve finale, waar ze werden uitgeschakeld door de latere winnaar Italië, vanwege een zware val van het duo. In de strijd om de derde plaats tegen Sovjet-Unie konden ze niet meer starten, waardoor de bronzen medaille automatisch naar het Russische duo ging.
In het totaal won hij 30 wedstrijden op de weg en 23 op de baan.

## Belangrijkste Overwinningen
op de weg:
1960
- Ronde van Zuid-Holland

1963
- 4e etappe Olympia's Tour
- Ronde van Noord-Holland

1966
- Criterium van Nijmegen

op de baan:
1961
- Officieus Nederlands kampioen koppelkoers (met Gerard Koel)

1962
- Nederlands kampioen 50km

## Grote rondes
Geen